# Jemnice (Tisová)
Jemnice je malá vesnice, část obce Tisová v okrese Tachov v Plzeňském kraji. Nachází se asi 2,5 kilometru východně od Tisové. Je zde evidováno 26 adres. V roce 2011 zde trvale žilo 33 obyvatel.
Jemnice leží v katastrálním území Jemnice u Tisové o rozloze 7,27 km². V katastrálním území Jemnice u Tisové leží i Hlinné.

## Historie
První písemná zmínka o vesnici pochází z roku 1379.

## Obyvatelstvo
| Rok            | 1869 | 1880 | 1890 | 1900 | 1910 | 1921 | 1930 | 1950 | 1961 | 1970 | 1980 | 1991 | 2001 | 2011 | 2021 |
| -------------- | ---- | ---- | ---- | ---- | ---- | ---- | ---- | ---- | ---- | ---- | ---- | ---- | ---- | ---- | ---- |
| Počet obyvatel | 116  | 135  | 139  | 122  | 115  | 125  | 110  | 43   | 83   | 73   | 65   | 49   | 36   | 33   | 35   |
| Počet domů     | 17   | 20   | 21   | 21   | 23   | 22   | 25   | 22   | 22   | 16   | 16   | 18   | 19   | 19   | 19   |

## Obecní správa
Při sčítání lidu v letech 1850–1959 Jemnice byla samostatnou obcí, se kterým patřila nejprve do okresu Planá, ale od roku 1950 v okrese Tachov. V letech 1960–1979 byla částí obce Tisová v okrese Tachov. Od 1. ledna 1980 do 23. listopadu 1990 byla částí obce Staré Sedliště v okrese Tachov. Od 24. listopadu 1990 je opět částí obce Tisová v okrese Tachov. V letech 1850–1959 k obci patřilo Hlinné.

## Pamětihodnosti
- Přírodní rezervace Tisovské rybníky